# Humanités
Ne doit pas être confondu avec Humanisme ou Sciences humaines.
Le terme humanités est éminemment polysémique, il peut désigner :
- Dans l'enseignement traditionnel français, ce terme désigne les lettres classiques, que l'on qualifierait aujourd'hui d'humanités classiques (correspondant aux classics en anglais), centrées sur la littérature grecque et latine. Dans le sens qu'il prenait en France durant le Moyen Âge, ces « humanités classiques se définissent d’abord et surtout par une « éducation », une éducation esthétique, rhétorique, mais également morale et civique »[1].
- Par extension, les collèges d'humanités sont ceux qui dispensent la première partie de l'enseignement des arts libéraux (trivium et quadrivium, sans la philosophie) de la faculté des arts de l'Université depuis le Moyen Âge jusqu'à la Révolution française. Ils étaient pourvus de trois ou quatre classes de grammaire, de deux classes d'humanités et de rhétorique. Ils correspondaient à notre actuel enseignement secondaire, et préparaient à l'entrée dans l'une des trois autres facultés de l'université (droit, médecine et théologie).
- Aujourd'hui, la notion d'humanités désigne en général un champ disciplinaire beaucoup plus large couvrant les lettres et une partie des sciences humaines et sociales. Ce glissement peut s'expliquer par l'alignement sur le sens du mot anglais humanities, mais est aussi la conséquence des grands débats pédagogiques qui ont accompagné la marginalisation du grec et du latin par de nouvelles matières (français, sciences, langues étrangères…) ; débats cristallisés en France par la réforme des lycées de 1902[2],[3].